# Ebba Busch
Ebba Busch (Gunsta, 11 febbraio 1987) è una politica svedese, viceministro di Stato della Svezia e ministro per l'energia, le imprese e l'industria dall'ottobre 2022 nel governo Kristersson.  Dall'aprile 2015 è leader dei Democratici Cristiani.

## Biografia
Nata da madre svedese e padre norvegese a Gunsta, vicino a Uppsala, si laurea all'Università di Uppsala in scienze sociali, in particolari studi sulla pace e sui conflitti.

## Carriera politica
Entra a far parte dei Democratici Cristiani nel 2009.
Nel 2015 viene annunciata come successore di Göran Hägglund alla guida del partito, venendo eletta formalmente il 25 aprile 2015.
Alle elezioni del 2018 è eletta al Riksdag per la contea di Uppsala.
In seguito alla vittoria della coalizione di centro-destra alle elezioni 2022 ed alla conseguente formazione del Governo Kristersson, è nominata Viceministro di Stato della Svezia e Ministro dell’Energia e dell’Impresa.

## Vita privata
Nel 2013 Ebba Busch sposa il calciatore Niklas Thor. La coppia ha due figli, Birger (nato a maggio 2015) ed Elisa (nata a febbraio 2017).
Nel 2020 Ebba cambiò il suo cognome da Busch Thor a semplicemente Busch. Il 5 dicembre 2019, infatti, Busch ha annunciato tramite il suo profilo Instagram che lei e Niklas Thor avrebbero divorziato.
È membro della Chiesa di Svezia.